# Walmart
Walmart est une multinationale américaine spécialisée dans la grande distribution, fondée par Sam Walton. Lancée en 1962, l'entreprise s'est développée en Arkansas, avant de dominer le marché américain et commencer à s'internationaliser en 1991.
Aujourd’hui, Walmart est le 1er groupe mondial de la grande distribution. En 2022, son chiffre d'affaires dépasse les 600 milliards de dollars, ce qui en fait la première entreprise mondiale en chiffre d'affaires, dépassant Exxon ou Saudi Aramco.
Avec 2,1 millions de salariés travaillant dans 11 000 magasins, Walmart est le premier employeur  privé au monde.
Le groupe tire 80 % de son chiffre d'affaires des États-Unis. À l'étranger, ses premiers marchés sont le Mexique (2 634), l'Amérique Centrale (855 magasins), la Chine (434 magasins) et le Canada (408 magasins). Certaines de ses tentatives de développement, notamment au Japon ou en Allemagne, ont échoué, parfois pour des raisons culturelles.
Symbole du capitalisme américain et de ses dérives, le groupe est très critiqué pour son impact dévastateur sur le petit commerce, ainsi que la pression extrême qu'il exerce sur les fournisseurs. Walmart est coté à la bourse de New York.
Son siège est situé à Bentonville, en Arkansas.

## Histoire

### Débuts en Arkansas

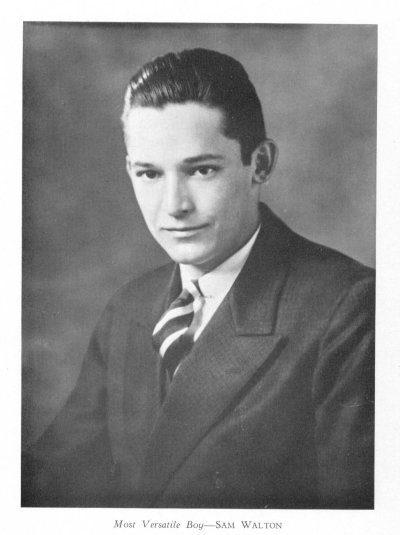
Sam Walton

L'histoire de Walmart remonte aux années 1940, quand Sam Walton commença sa carrière dans la vente de sous-vêtements. Il se vit offrir, juste avant d'être diplômé de l'université du Missouri à Columbia, deux postes dans la grande distribution, chez Sears et chez J. C. Penney. Il accepta l'offre de travail du deuxième et commença à travailler dans un magasin de la chaîne à Des Moines, dans l'Iowa, le 3 juin 1940, pour un salaire de 75 USD par mois. Pendant cette période, il put rencontrer James Cash Penney, le fondateur de cette chaîne de magasins, au cours d'une visite. Il resta chez J.C. Penney durant huit mois.
En septembre 1945, Sam Walton acheta à George Scharlott la franchise et le bail d'un Ben Franklin à Newport dans l'Arkansas. Ce magasin faisait partie d'une chaîne dirigée par les frères Butler Brothers, un détaillant régional. En 1948, après trois années dans l'entreprise, Walton avait augmenté les ventes annuelles de 80 000 USD à 225 000 USD. Malgré cela, le dirigeant, P.K. Holmes, décida de ne pas renouveler le bail et Walton fut forcé de déménager avant la fin de 1950. Walton souhaitait acheter un five-and-dime de Jim Dodson à Siloam Springs, en Arkansas, mais les deux n'étaient pas d'accord sur le prix d'achat (une différence de 5 000 USD). Le 9 mai 1950, Walton acheta un magasin de Luther E. Harrison à Bentonville, Arkansas, et ouvrit Walton's 5 & 10. Plus tard, le village de Ozark Mountain avec ses 2 900 habitants deviendrait le siège social des futures Walmart.

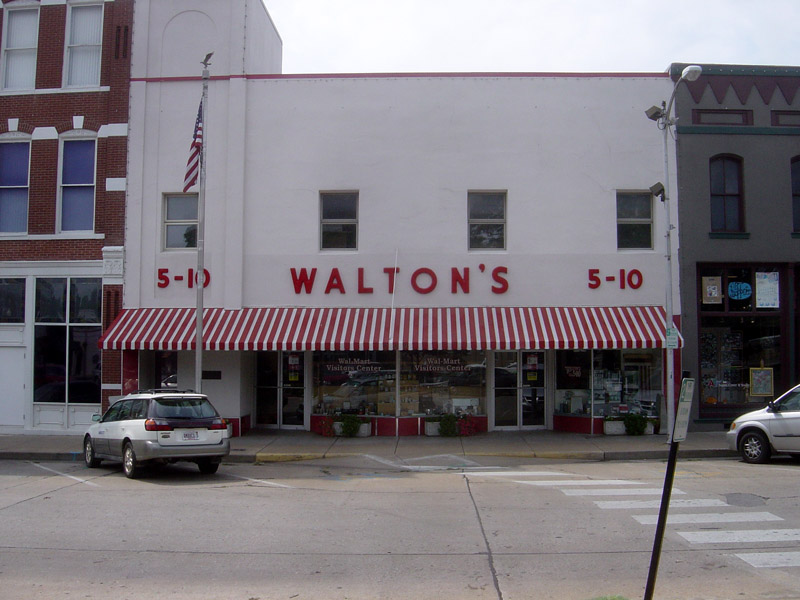
Walton's 5 & 10.

Walton cherchait toujours les meilleurs accords possibles avec ses fournisseurs et il réalisa qu'il pouvait augmenter ses ventes en accordant à ses clients les rabais qu'il en obtenait. En 1962, il avait déjà neuf Walton’s Stores. La même année, inspiré par le succès des chaînes de distribution, Walton et son frère Bud ouvrirent le premier magasin de sa chaîne à Rogers, dans l'Arkansas. Responsable des achats et de la maintenance de signage, l'assistant de Sam, Bob Bogle, proposa le nom Walmart pour la nouvelle chaîne. En 1967, l'entreprise grandit et finit par posséder 24 magasins à travers l'Arkansas, et atteignit 12,6 millions de dollars américains de ventes.
En 1968, l'entreprise ouvrit son premier magasin en dehors de l'Arkansas, à Sikeston, dans le Missouri et à Claremore, en Oklahoma. Sam préférait s'installer dans des grandes villes plutôt que dans des petits villages, et possédait 78 magasins en 1969. Un service informatique inter-magasins fut créé pour améliorer la communication et les commandes, et trois années plus tard, les ventes triplèrent, passant de 167,5 millions à 479 millions de dollars américains et le nombre de magasins augmenta jusqu'à 163. La chaîne continua de grossir dans les décennies suivantes.

### Création et expansion de l'entreprise
L'entreprise fut fondée le 31 octobre 1969 sous le nom de Wal-Mart Stores, Inc. et, en 1970, elle ouvrit son siège à Bentonville, dans l'Arkansas, ainsi que son premier centre de distribution. L'entreprise possédait alors 38 magasins disséminés en Arkansas et employait 1 500 personnes pour 44,2 millions de dollars de ventes. L'entreprise entra en Bourse en 1970 et figura la même année sur le New York Stock Exchange. À cet instant, Wal-Mart opérait dans cinq États : Arkansas, Kansas, Louisiane, Missouri et Oklahoma et arriva dans le Tennessee en 1973, le Kentucky et le Mississippi en 1974. Walmart continua de grossir rapidement durant les années 1980, et lors de son vingt-cinquième anniversaire en 1987, l'entreprise comptait 1 198 magasins et des ventes atteignant les 15,9 milliards de dollars pour 200 000 employés. Cette année fut aussi marquée par le lancement d'un réseau de communication par satellites destinés à l'usage interne (un investissement chiffré à 24 millions de dollars de l'époque), permettant de relier tous les points de vente de l'entreprise au siège social de Bentonville. C’était le plus grand réseau privé de communication par satellite de l’époque, il permettait de mieux gérer les inventaires des ventes de tous les magasins et de mieux communiquer avec les différents magasins. L'année suivante, Sam Walton laissa sa place de PDG à David Glass qui mourut malheureusement quelques années plus tard. Cependant, Walton resta dans l'entreprise sous le titre de "Chairman of the Corporate Board of Directors", et l'entreprise restructura également les managers "seniors", et donna des promotions à des cadres leur permettant d'acquérir une plus grande responsabilité.
Également en 1988, le premier Wal-Mart Supercenter ouvrit à Washington, Missouri. Dans les années 1990, l’entreprise devient un hyper marché et l'entreprise surpassa Toys “R” Us pour la vente de jouets.

### Années 1990
Les années 1990 furent une période de croissance sans précédent et d'innovations diverses dans la gestion de l'entreprise. En 1990, les revenus de la société quadruplent pour atteindre 32 milliards de plus que les années précédentes et Wal-Mart rachète The McLane Company, ensuite vendu à Berkshire Hathaway en 2003. En 1991, l'entreprise se déplace au Connecticut, Delaware, Maine, Maryland, New Hampshire, Massachusetts, New Jersey et New York. Cette même année, Wal-Mart se lance à l'international en ouvrant son premier magasin à Mexico. L'entreprise rachète aussi Western Merchandisers, Inc. à Amarillo, au Texas. En 1991 est lancée la marque "Sam's American Choice".

Logo de 1992 à 2008

Sam Walton décède le 5 avril 1992, et son fils ainé, S. Robson Walton, lui succède comme président du conseil d'administration le 7 avril 1992. Cette année, Wal-Mart est présent dans 45 États américains avec en plus l'Idaho, le Montana, l'Oregon, et Porto Rico.
En 1993, la division internationale de Wal-Mart promeut Bobby Martin président. L'entreprise complète son expansion aux États-Unis avec l'entrée en Alaska, Hawaii, Rhode Island et Washington. En décembre 1993, les magasins Wal-Mart atteignent pour la première fois 1 milliard de dollars de chiffre d'affaires en une seule semaine.
Wal-Mart achète 91 PACE Membership Warehouse à Kmart et 122 magasins Woolco au Canada en 1994. La même année, Wal-Mart ouvre trois clubs à Hong Kong, atteignant un total de 123 magasins au Canada et 96 au Mexique. Plus tard dans l'année, le programme appelé Code Adam (en) est lancé pour les enfants disparus. Le projet fut intitulé ainsi à cause de l'histoire de Adam Walsh, un enfant de six ans disparu dans un magasin en Floride et retrouvé mort en 1981. Toutes les autres chaînes de distribution ont adopté des programmes similaires depuis.
En 1995, Wal-Mart possède 1 995 Discount Stores, 239 Supercenters, 433 Sam's club et 276 International Stores, cumulant des ventes à 93,6 milliards de dollars et employant 675 000 personnes. Wal-Mart entre dans le cinquantième État américain, le Vermont et continue son expansion internationale avec le marché de l'Amérique du Sud : trois unités en Argentine et cinq au Brésil. L'entreprise se lance sur le marché chinois en 1996 dans le cadre d'une coentreprise.
En 1997, Wal-Mart remplace Woolworth's sur le Dow Jones Industrial Average. L'entreprise dépasse pour la première fois la barre symbolique des 100 milliards de dollars de ventes sur l'année avec 118,1 milliards. Cette même année, Walmart achète 21 magasins Wertkauf en Allemagne et lance son centre de nutrition OneSource.
En 1998, Wal-Mart crée un nouveau concept avec trois magasins en Arkansas : les Neighborhood Market (commerces de proximité, ou dépanneurs au Québec). Ils permettent principalement d'acheter de la nourriture et sont conçus dans l'optique d'attirer le consommateur grâce à un stationnement aisé et un gain de temps sur les files d'attente.
Wal-Mart lance aussi le Wal-Mart Television Network, un vaste réseau de publicité à l'intérieur des magasins permettant au consommateur d'être au courant des promotions en cours, des concerts à venir, des bandes-annonces pour les lancements de DVD.
En février 2005, une étude estime que ce réseau est regardé par 130 millions de personnes par mois, avec en moyenne sept minutes de visionnage à chaque fois qu'une personne vient dans un magasin Wal-Mart.
Wal-Mart se positionne aussi en Corée du Sud en 1998 par un accord de coentreprise. L'entreprise quitte le marché coréen en juillet 2006 après avoir perdu des millions de dollars dans la féroce compétition qui l'opposa aux grands distributeurs locaux.
En 1999, Wal-Mart emploie 1 140 000 associés, faisant de l'entreprise le plus grand employeur privé mondial. Profitant de résultats toujours mirobolants, l'entreprise rachète cette même année ASDA Group plc, un distributeur gérant 229 magasins au Royaume-Uni pour 10 milliards de dollars.

### De 2000 à nos jours
En 2000, quand H. Lee Scott est nommé Président et PDG de l'entreprise, les ventes ont encore augmenté pour atteindre le total de 165 milliards de dollars. En 2002, Wal-Mart fait son entrée dans la liste Fortune 500 qui recense les plus grandes entreprises mondiales, avec un chiffre d'affaires de 219,8 milliards de dollars pour 6,7 milliards de profits. Ensuite, l'entreprise reste classée première tous les ans, excepté en 2006.
En 2004, le groupe acquiert la chaîne de supermarchés Amigo à Porto Rico pour 17 milliards de dollars.
Les employés d’un Walmart de Jonquière, au Québec, se syndiquent et deviennent les premiers employés de Walmart syndiqués en Amérique du Nord. Cinq mois plus tard, Walmart annonce la fermeture de ce magasin, sur ordre du conseil d'administration.
En 2005, l'entreprise crée deux nouveaux magasins expérimentaux, l'un à McKinney au Texas et l'autre à Aurora au Colorado possédant des éoliennes, des panneaux photovoltaïques, etc. Walmart ouvre le site Walmart facts dans un mouvement de relations publiques pour répondre aux critiques. Le groupe est condamné par la justice en Allemagne pour avoir interdit à ses salariés de flirter et la mise en place d'un service téléphonique permettant de dénoncer les uns les autres.
Le 26 juin 2006, Walmart annonce que l'entreprise se retire totalement du marché allemand. L'importante part de marché du hard discount en Allemagne (autour de 30 %) n'a pas permis à Walmart de se développer comme il l'a fait aux États-Unis. Les 85 magasins existant sont revendus à la chaîne de supermarchés allemande Metro AG.
Le 12 septembre 2007, après 19 années sans changement, Walmart lance un nouveau slogan, « Économisez plus. Vivez mieux », remplaçant l'ancien, « Des bas prix de tous les jours ». L'entreprise commissionna Global Insight pour obtenir des statistiques sur la nouvelle campagne. D'après le rapport, la concurrence créée par Walmart permettrait aux familles américaines d'économiser 287 milliards de dollars américains soit 2 500 $US par foyer, en hausse de 7,3 % depuis 2004.

Logo de 2008 à 2025

En janvier 2008, Walmart ouvre sa deuxième génération de magasins verts dans l'Illinois.
En mars 2008, Walmart poursuit son acquisition du distributeur japonais Seiyu, malgré le fait que le géant américain de la distribution n'ait jamais enregistré de profits au Japon. Walmart possède dorénavant plus de 3 000 magasins hors des États-Unis.
Le 30 juin 2008, Walmart dévoile un nouveau logo pour l'entreprise, avec l'absence notoire de l'étoile entre les mots Walmart, et suivi d'un dessin stylisé. L'ancien logo a été utilisé 18 ans.
En novembre 2010, Wal-Mart lance une OPA sur 51 % du distributeur sud-africain Massmart, pour un coût évalué à 1,61 milliard d'euros, afin de prendre pied sur le continent africain . En juin 2011, Walmart a finalisé l'achat de 51 % des actions de la société .
En 2012, Walmart réalise un chiffre d'affaires de 469 milliards de dollars et 17,6 milliards de dollars de bénéfices, Walmart est la deuxième entreprise au monde quant au chiffre d'affaires derrière Shell et la première entreprise de grande distribution. Avec 2,1 millions de salariés travaillant dans plus de 6 100 supermarchés et hypermarchés (mais aussi ses filiales). C'est le premier employeur privé aux États-Unis avec 1,2 million, mais aussi celui du Mexique sous la bannière Walmex.
En juillet 2015, Walmart acquiert pour un montant inconnu la participation de 49 % qu'il ne détenait pas encore dans Yihaodian.com, une entreprise chinoise de commerce en ligne, après que les autorités chinoises aient permis l'acquisition en totalité d'entreprises chinoises par des entreprises étrangères dans le secteur. Il avait acquis les autres 51 % en 2012.
En août 2016, Walmart annonce l'acquisition de Jet.com, une start-up américaine spécialisée dans la distribution en ligne, dans le but de renforcer son offre de distribution en ligne et dans le but de concurrencer davantage Amazon. Marc Lore, ancien d'Amazon et cofondateur de Jet.com, prend la tête de la division commerce en ligne de Walmart. Le même mois, la filiale mexicaine de Wal-Mart annonce la vente de la chaîne de magasin de vêtement Suburbia à El Puerto De Liverpool pour 852 millions de dollars. En juin 2017, Walmart annonce l'acquisition de Bonobos, une entreprise américaine de commerce en ligne spécialisée dans l'habillement pour hommes, pour 310 millions de dollars,.
Le 9 mai 2018, Walmart annonce la prise de contrôle à hauteur de 77 % du capital de Flipkart, pour un montant de 16 milliards de dollars comprenant un apport en fonds propres de deux milliards. L'opération valorise la cible indienne à 20,8 milliards de dollars. En juin 2018, Walmart annonce la vente d'une participation de 80 % dans ses activités au Brésil, où il possède près de 500 magasins. En septembre 2018, Walmart annonce l'acquisition Cornershop, une application mexicaine de commerce, pour 225 millions de dollars. En octobre 2018, Walmart annonce l'acquisition d'Eloquii, une entreprise de commerce en ligne spécialisée dans la mode grande taille.
En 2018, la famille Walton, propriétaire de l'entreprise, a gagné quatre millions de dollars par heure, soit 100 millions par jour. Les salariés de l'entreprise gagnent quant à eux en moyenne 11 dollars par heure.
En octobre 2020, Wal-Mart annonce la vente d'Asda à un consortium incluant le fonds TDR Capital et les frères Issa pour 8,8 milliards de dollars. En novembre 2020, Wal-Mart annonce la vente de ses activités en Argentine, comprenant 92 magasins à Grupo de Narváez pour un milliard de dollars. En novembre 2020, Wal-Mart annonce la vente d'une participation de 85 % dans sa filiale japonaise Seiyu, au fonds d'investissement KKR et à Rakuten, valorisant Seiyu à 1,6 milliard de dollars.
En décembre 2020, après avoir lancé ses drive, son système de livraison à domicile et sa propre application mobile, Walmart poursuit sa numérisation en lançant sur TikTok son concept de livestream Shop Party, un événement filmé et retransmis en direct au cours duquel des personnalités et des influenceurs échangent autour de produits de mode divers. Les auditeurs peuvent acheter directement les produits présentés, à la manière d'un téléachat. Le premier événement Shop Party a eu lieu le 18 décembre et fait office de rodage. Walmart accentue ainsi encore sa présence sur le net alors que les ventes en lignes du groupe ont explosé durant la pandémie de covid-19, réalisant des bonds de 74 % au premier trimestre 2020, 97 % au deuxième et 79 % au troisième.
En août 2022, Walmart fait une offre pour acquérir les actions restantes de Massmart. L'offre est acceptée en novembre .
En 2024, Walmart lance une gamme de produits premium appelée « Bettergoods » afin de résister à la concurrence de distributeurs comme Trader Joe’s et Whole Foods.
En mai 2024, Walmart annonce la fermeture de ses 51 centres de santé.

## Actionnaires
Liste des principaux actionnaires au 17 octobre 2021 :
| Walton Enterprises                                 | 35,7 % |
| Walton Family (en)                                 | 10,9 % |
| The Vanguard Group                                 | 4,49 % |
| Capital Research & Management                      | 2,72 % |
| State Street Global Advisors (en) Funds Management | 2,24 % |
| BlackRock Fund Advisors                            | 1,11 % |
| Geode Capital Management                           | 0,81 % |
| DF Holding                                         | 0,55 % |
| Norges Bank Investment Management                  | 0,54 % |
| State Farm Investment Management                   | 0,52 % |

## Organisation de l'entreprise
L'entreprise est axée sur trois réseaux principaux de distribution : Wal-Mart Stores, Division U.S. Sam's Club, et Wal-Mart International. L'entreprise fonctionne avec neuf tailles de magasins différentes : supercenters, food and drugs, general merchandise stores, bodegas (petits commerçants), cash and carry stores, membership warehouse clubs, apparel stores, soft discount stores et restaurants.

### Wal-Mart Stores Division U.S.

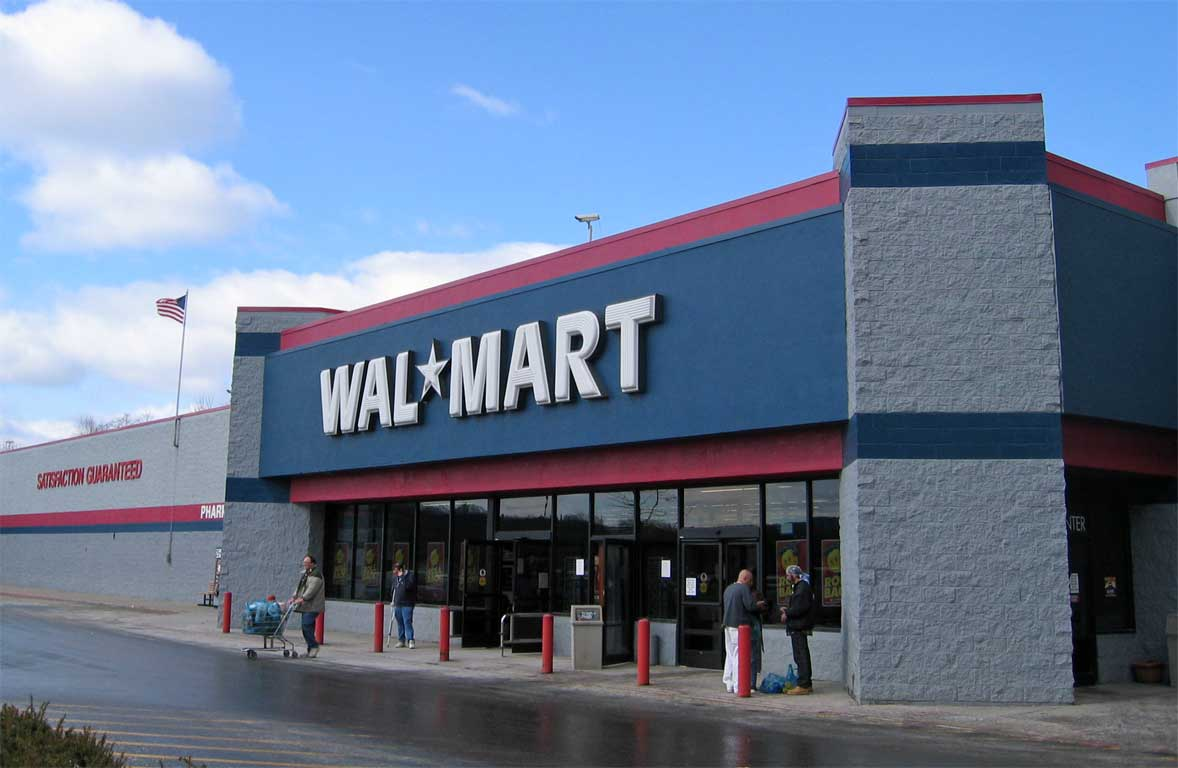
L'extérieur typique d'un Wal-Mart Discount Store

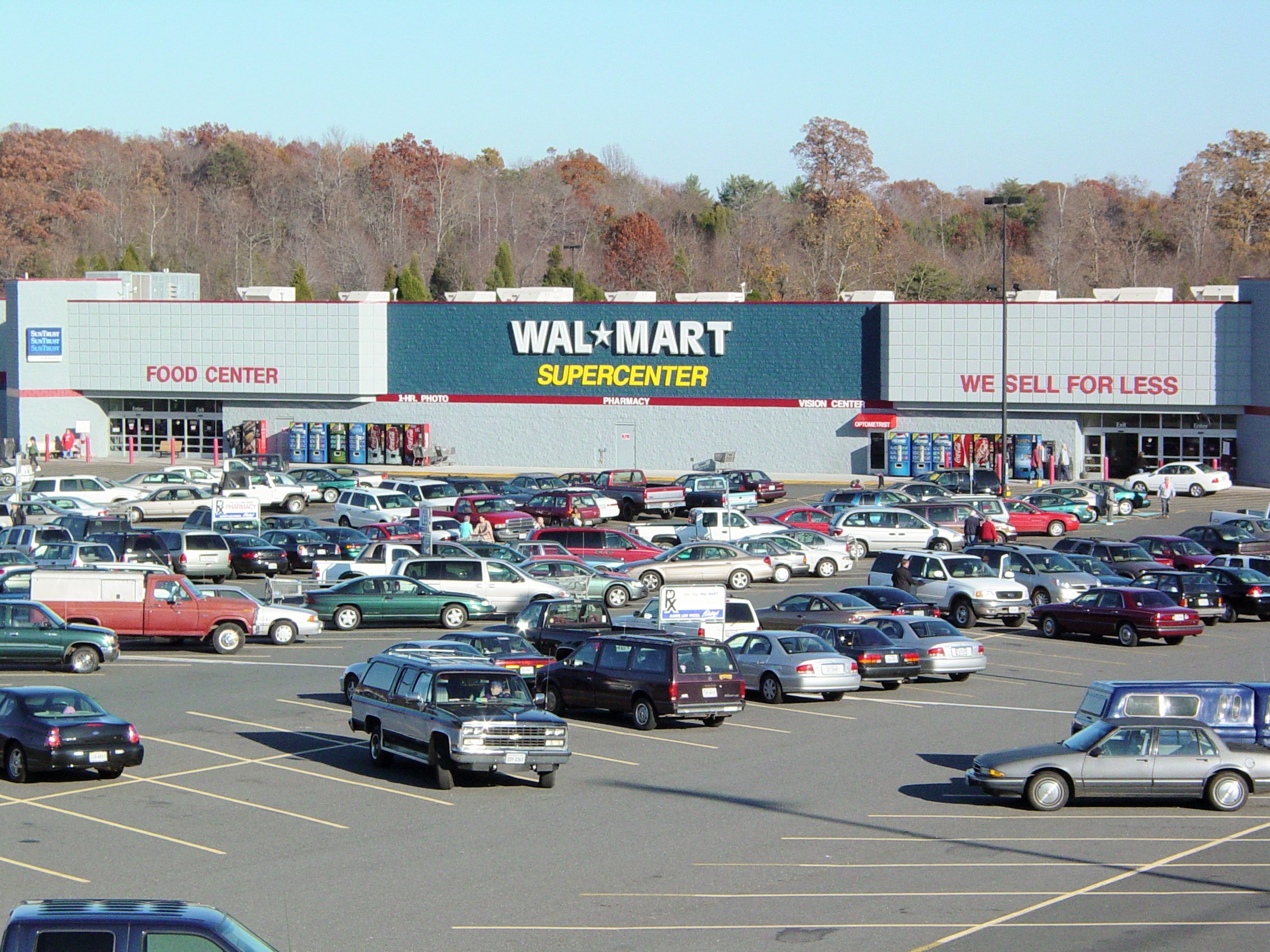
L'extérieur typique d'un Wal-Mart Supercenter à Madison Heights, en Virginie.

Wal-Mart Stores Division U.S. est le plus grand réseau de distribution, représentant 67,2 % des ventes pour l'année fiscale 2006. Ce segment consiste en trois formats de magasins aux États-Unis : Discount Stores, Supercenters et Neighborhood markets. Cette division comprend également Walmart.com, le site de vente en ligne. Le 6 février 2007, l'entreprise a lancé une version bêta de son service de vidéo à la demande, qui vend 3 000 films et épisodes de séries télévisées provenant de presque tous les majors cinématographiques et réseaux de télévision.

#### Wal-Mart Discount Stores
Wal-Mart Discount Stores est une chaîne de magasins d'une taille variant de 9 200 m2 à 20 800 m2, avec une surface moyenne de 9 400 m2.
Ils vendent des produits d'usage quotidien et, surtout, des produits non alimentaires. Ces magasins vendent des jouets, accessoires pour animaux, vêtements, accessoires pour l'auto, articles de sports, films et musiques et bien plus. Beaucoup ont aussi un espace consacré au jardinage, une pharmacie, Tire & Lube Express, un centre optique, un laboratoire photographique, et des fast-foods. Certains possèdent aussi une station-service. Le premier a ouvert à Rogers, en Arkansas en 1963. Il fut ensuite agrandi et réaménagé pour en faire un Wal-Mart Supercenter 24H.
Au 31 octobre 2007, il y avait 988 Wal-Mart Discount Stores aux États-Unis. En 2006, le Discount Store le plus actif au monde était celui de Rapid City, au Dakota du Sud.

#### Wal-Mart Supercenter
Wal-Mart Supercenters est une chaîne d'hypermarché de surface variable, de 9 100 m2 à 24 248 m2 pour les plus grands, avec une moyenne de 18 302 m2. Les Supercenters vendent tout ce que vend un Discount Store, mais aussi tous les services d'un supermarché : viandes, volailles, nourriture surgelée, produits de la mer, etc. Beaucoup de Wal-Mart Supercenters ont d'autres services associés : espace jardin, animalerie, pharmacie, centre optique, laboratoire photo, et de nombreux autres magasins accolés : téléphones portables, salon de coiffure, location de DVD, banques, restaurants rapides, station-service (dont la majorité proviennent de Mobil Oil Corporation (renommé Murphy USA), de Sunoco (Optima) et de Tesoro Corporation (Mirastar).
Le premier Supercenter a ouvert en 1998 à Washington, dans le Missouri. Un Wal-Mart Hypermart USA similaire s'est ouvert à Garland, au Texas. Tous les Hypermart USA ont ensuite été fermés ou convertis en Supercenters. Au 31 juillet 2019, il y a 3 569 Wal-Mart Supercenters aux États-Unis. Le plus grand "Supercenter" au monde se trouve à Albany dans l'État de New York.

#### Wal-Mart Neighborhood Market
Wal-Mart Neighborhood Market est une chaîne de magasins à prédominance alimentaire lancée par Wal-Mart en 1998. Ces magasins sont conçus de manière opposée aux hypermarchés. De taille plus petite, ils sont faits pour les consommateurs voulant se stationner facilement et payer rapidement. Les magasins Neighborhood Market offrent un choix de produits, notamment une gamme complète de produits alimentaires, pharmaceutiques, de soins et cosmétiques, mais aussi un service de développement de photos et une petite sélection de marchandises générales. Habituellement situés dans des zones possédant déjà un Wal-Mart Supercenter, ils soutiennent le réseau de distribution. Au 31 octobre 2007, il y avait 128 Neighborhood Market aux États-Unis.
Un Neighborhood Markets possède une surface d'environ 3 900 m2, le quart de la taille d'un Supercenter aux États-Unis. Cependant, dans de nombreux pays, un magasin de cette taille est déjà classé comme supermarché ou même comme hypermarché compact. Un tel magasin emploie de 80 à 100 personnes et offre en moyenne 28 000 objets.

### Sam's Club

Logo de Sam's Club

Les Sam's Club sont des magasins-entrepôts d'une taille relativement petite (12 263 m2 en moyenne, un Supercenter en offrant 17 372 m2 en moyenne).Ils emploient 160 à 175 personnes chacun, pour 5 500 objets différents vendus. Hormis pour certains services (optique, pharmacie, vente d'alcool), il faut être membre pour acheter dans les Sam's Club, ou accepter un surplus de 10 % par achats, ou disposer de coupons publicitaires par exemple fournis par des journaux. Les marchandises sont presque toutes présentées sur palettes et non en étagères. En 2014, environ 580 Sam's Club vendaient des bijoux, des lunettes de soleil, de l'électronique, des fleurs, de la nourriture, parfois sous une marque propre (Member's Mark, Bakers & Chefs ou Sam's Club). La plupart incluaient aussi une pharmacie, un laboratoire photo, un opticien. Il ne s'y vend pas les Sam's Choice ou Great Value, qui sont disponibles dans les Wal-mart classique.
Le premier Sam's Club ouvrit en avril 1983 à Midwest City en Oklahoma. Le nom vient évidemment de Sam Walton. En 1993, Wal-Mart racheta à Kmart ses PACE Membership Warehouse et les convertit (pas tous cependant) en Sam's Club.
Aujourd'hui[Quand ?], Sam's Club a plus de 48 millions d'adhérents aux États-Unis et détient 580 magasins. On trouve aussi une centaine de Sam's Club hors des États-Unis: (Brésil, Chine, Mexique et Porto Rico). Il y avait six magasins au Canada, mais face à la concurrence avec Costco Wholesale son principal concurrent et en raison de la situation économique de 2009, l'administration de Wal-Mart annonça le 27 février 2009 qu'elle allait fermer les six magasins Sam's Club du Canada le 1er mars 2009. La division Sam's Club de Wal-mart Stores, Inc. a un revenu total de 37,1 milliards de dollars pour l'année fiscale 2005.

### Transports
Pour dépenser moins d'argent en transport, Wal-Mart a poussé certains de ses fournisseurs à se délocaliser et a fortement optimisé sa chaîne logistique et en particulier sa flotte de camions (environ 6 500 tracteurs, 55 000 remorques et 7 000 chauffeurs en 2014, qui auraient par exemple parcouru 1 120 millions de km en 2012 aux États-Unis) du point de vue de l'efficacité énergétique. Avec l'aide du Département de l'Énergie des États-Unis (DOE) qui estime que 6 à 9 milliards de L/an de gasoil pourraient être économisés dans le pays si les camions consommaient moins de carburant, l'entreprise annonce avoir ainsi réalisé d'importantes économies d'échelle pour sa flotte de camions, plus qu'UPS ou FedEx, sans toutefois avoir atteint son objectif (18 L/100 km en 2015). 80 % de l'objectif était atteint mi-2014, selon Wal-Mart.

### Wal-Mart International

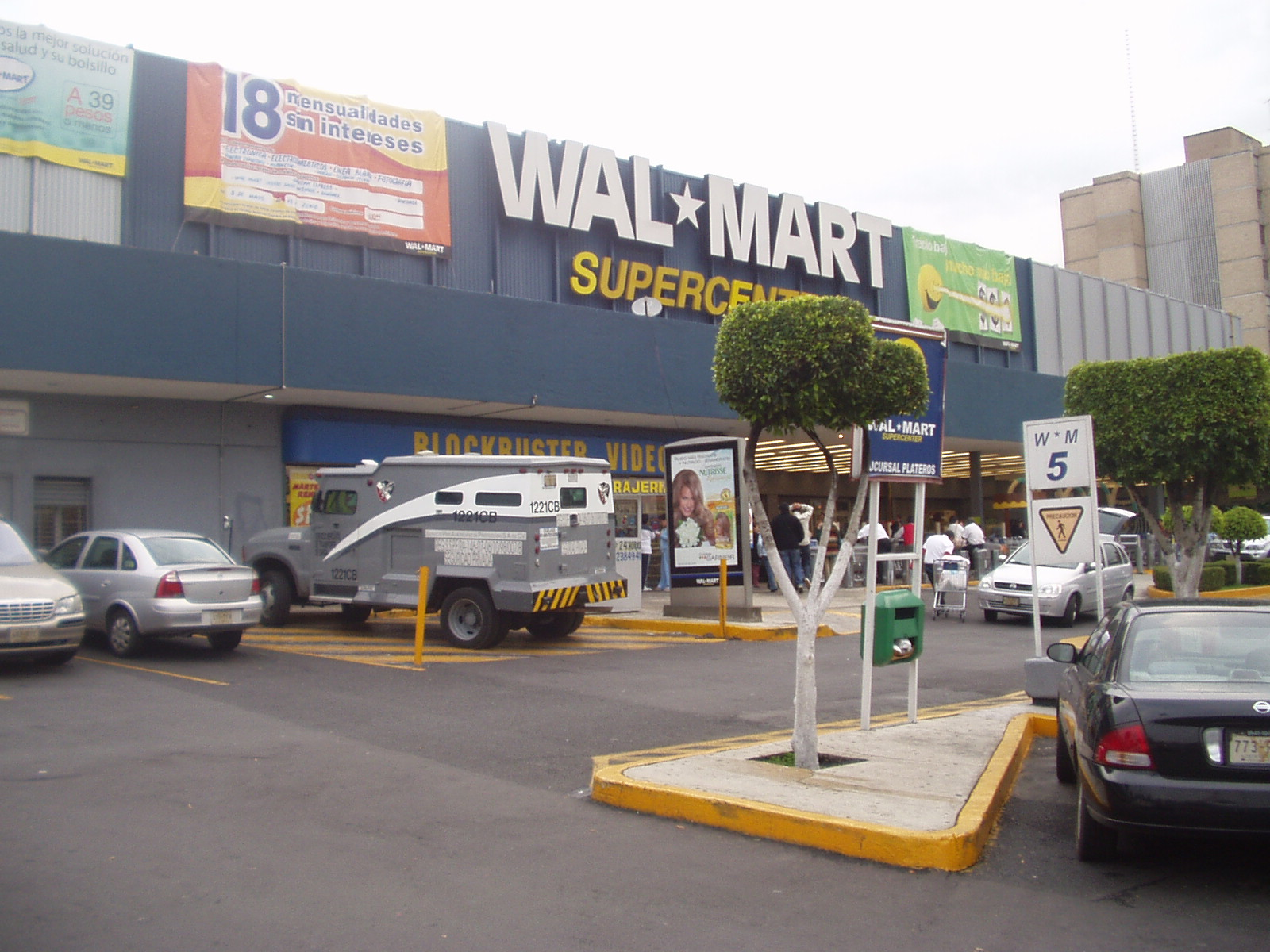
Un Wal-Mart Supercenter à Mexico

Wal mart's International gère actuellement 2 980 magasins dans quatorze pays, hors États-Unis : Canada, Mexique, Grande-Bretagne, Chine, Brésil, Argentine, Chili (Lider) et Japon.
Elle représente 92 milliards de dollars de chiffre d'affaires, soit 40,7 % des ventes de l'entreprise pour l'année 2007.
En 2018, Walmart se retire des pays à moindre croissance pour se recentrer sur d'autres comme la Chine et l'Inde. Il vend une participation majoritaire de sa filiale britannique Asda à Sainsbury's en avril, puis prend en mai le contrôle du distributeur en ligne indien Flipkart pour 16 milliards de dollars. Il annonce en juin la vente de 80 % de sa filiale brésilienne au fonds de capital investissement Advent International.

#### Canada
Walmart a ouvert des magasins au Canada en rachetant à Woolworth sa division Woolco. Toutes les succursales de Woolworth seront achetées par Walmart à l'exception des quelques magasins qui étaient syndiqués. En 2007, l'entreprise possédait 278 magasins, employant 70 000 Canadiens. Le siège de la division canadienne est à Mississauga, en Ontario. Le 8 novembre 2006, les trois premiers Supercenters canadiens ont ouvert leurs portes. Trois mois plus tard, il y avait déjà six Walmart Supercenters au Canada.

#### Japon
Walmart entre au Japon en 2002 en achetant Seiyu, une entreprise possédant 400 magasins sur le territoire japonais. Depuis ce rachat, Seiyu n'a annoncé que des pertes, allant jusqu'à 20,93 milliards de yen pour l'année 2007.
En juillet 2018, le Nikkei annonce que Walmart a décidé de vendre Seiyu et a pris contact avec des distributeurs et des fonds de capital investissement à cette fin.

## Domination de Walmart

### Finance

Un graphique illustrant le chiffre d'affaires de Walmart en 2006 par rapport aux plus grandes entreprises françaises (Total, AXA...).

Pour l'année 2011, son chiffre d'affaires était de 447 milliards de dollars et le bénéfice dégagé était de 15,7 milliards de dollars. Walmart est à ce jour le premier groupe mondial de grande distribution généraliste, devant son concurrent Carrefour avec 3 500 magasins et 20 % de part de marché estimée et le premier distributeur de jouets avec 45 % de part de marché estimée, ayant dépassé Toys R Us à la fin des années 1990.

### Le client de Walmart
En 2007, plus de 176 millions de personnes à travers le monde étaient clients de Wal-Mart chaque semaine. Les clients viennent principalement pour les prix bas, en corrélation avec le slogan de Walmart utilisé de 1962 à 2006, Des prix bas, toujours (Low prices, always), la moyenne du revenu d'un client de Walmart étant inférieure à la moyenne nationale.
Un sondage réalisé en 2006 a indiqué que 76 % des clients hebdomadaires de Walmart avaient voté à l'élection présidentielle de 2004 pour George W. Bush, alors que seulement 23 % avaient voté pour le démocrate John Kerry. En comparaison avec les autres chaînes de distribution américaines, les clients réguliers de Walmart sont les plus favorables au Parti républicain.
En septembre 2006, Walmart décide d'étendre sa base de consommateurs en annonçant la fin de la stratégie one-size-fits-all (« la même chose pour tous ») et en organisant dorénavant les magasins selon leur localisation pour un des six groupes suivants : « les Afro-Américains, les gens aisés, les couples dont les enfants ont quitté la maison, les hispaniques, les banlieusards, et les ruraux ». Six mois plus tard, l'entreprise lance son nouveau slogan Saving people money so they can live better lives (« Faire économiser les consommateurs pour qu'ils puissent avoir une vie meilleure »). Celui-ci reflète trois principaux groupes formés par Wal-Mart pour ses 200 millions de clients : les brand aspirationals (personnes à faibles revenus obsédés par les marques), les price-sensitive affluents (clients aisés qui cherchent un bon rapport qualité/prix), et les value-price shoppers (clients qui cherchent les prix bas et qui ne peuvent acheter plus cher).

### Concurrence

En 2006, Walmart dominait largement le marché américain de la grande distribution.

Le groupe français de distribution Carrefour revendique plus de 12 500 magasins dans plus de 30 pays (totalisant un chiffre d'affaires de presque 100 milliards d'euros). Ce groupe ne peut pas tout à fait être considéré comme concurrent de Walmart. En effet, Walmart a une présence majoritairement nord-américaine alors que Carrefour est notoirement absent de cette région du monde.

## Critiques de Walmart
Walmart suscite certaines critiques (en). Le film-reportage américain, Wal-Mart, le géant de la distribution, de Rick Young et Hedrick Smith (2004) fait de Walmart un cas d'école sur les conséquences sociales et économiques de l'idéologie néolibérale à l'échelle d'un pays (les États-Unis) tout entier. Il montre notamment comment la majorité des fournisseurs de Walmart ont dû délocaliser leur production en Chine afin de respecter le cahier des charges exigé par Walmart en ce qui concerne les prix, ce qui a favorisé un déséquilibre croissant (200 milliards de dollars par an de déficit) en faveur de la Chine dans les échanges économiques Chine/États-Unis, et quasiment transformé ceux-ci en pays du Tiers-Monde exportateur de matières premières et importateur de biens manufacturés de haute technologie. Walmart a ainsi indirectement entraîné la ruine de nombre de petites villes américaines, privées de leurs industries traditionnelles, et donc une paupérisation croissante d'une bonne part de la population américaine.
L'effet Wal-Mart (Wal-Mart Effect) est décrit comme l'impact de l'implantation d'un magasin de grande taille qui va chasser les petits commerces (donc réduire la concurrence) et mener à la réduction des salaires des employés des commerçants concurrents. A contrario, il peut avoir un certain effet bénéfique sur l'inflation en augmentant le pouvoir d'achat des clients de la zone de chalandise de cette grande surface de vente. L'effet a été abordé dans la culture populaire, notamment dans la série télévisée South Park où un épisode lui est dédié.
En 2005, Walmart a reçu le Prix du jury du Public Eye Award de la Déclaration de Berne, dans la catégorie « droits du travail » pour son mépris des droits de l’homme et des droits du travail sur sa chaîne d’approvisionnement, dans des pays comme le Lesotho, le Kenya ou la Thaïlande. Ce prix lui a été remis en marge du forum de Davos.
Fin 2020, le département de la justice (department of justice) américain entame une procédure contre Walmart, accusé d'avoir massivement promu un usage abusif des opioïdes dans ses pharmacies et d'avoir ignoré le caractère douteux de nombreuses ordonnances. Des fabricants de médicaments comme Purdue Pharma ou Johnson & Johnson ainsi que le cabinet de conseil McKinsey sont également les cibles de procédures de grande ampleur pour avoir poussé à la consommation de ces substances hautement addictives. Depuis 1999, la consommation d'opioïdes sur ordonnance a quadruplé, tandis que des centaines de milliers de morts lui étaient attribuées,.
En août 2022, le cabinet d'avocats The Lanier Law Firm, annonce que le juge Polster de l'Ohio a condamné les pharmacies Walmart, Walgreens et CVS à verser 650,6 millions de dollars aux comtés de Lake et Trumbull pour leur implication dans la crise des opiacés. Les représentants de ces trois compagnies ont exprimé leur déception par rapport à la décision du juge et ont déclaré qu'ils interjetteraient appel.
En mars 2023, une enquête du New York Times dénonce l'utilisation de jeunes enfants, principalement latino-américains, dans de grosses usines travaillant pour un certain nombre de grandes sociétés américaines dont Walmart.

### Discrimination
En 2001, sept employées américaines de Wal-Mart portent plainte pour discrimination sexuelle, assurant « être moins payées que les hommes à des postes comparables, en dépit d'une meilleure notation et d'une plus grande ancienneté ».
En 2007, un juge fédéral autorise ces employées à représenter l'ensemble des employées de Walmart depuis décembre 1998, impliquant ainsi environ 1,5 million de personnes. Porté en appel, le jugement est maintenu de justesse (6 contre 5) par la Cour d'appel de San Francisco. Porté à nouveau en appel par la compagnie, la Cour suprême des États-Unis accepte de se pencher sur le cas le 6 décembre 2010. Jamais une si grande class action (action collective) n'a eu lieu aux États-Unis.
Le 20 juin 2011, dans une décision unanime, la Cour bloque le recours.

### Antisyndicalisme
Le slogan de la multinationale a légèrement changé depuis ses débuts passant de Always the low price. Always. qui faisait référence au meilleur prix, à Save money. Live better. qui fait plutôt référence aux bas prix en général. Les méthodes qui ont fait son succès sont aujourd'hui sources de critiques. Car les bas prix s'obtiennent par une minimisation optimale des coûts (sur les produits et sur la main-d'œuvre). Le groupe est donc connu pour les très bas salaires de ses employés et pour ses positions très antisyndicales.
Durant 40 ans d'existence, aucun magasin du groupe n'a compté de représentation syndicale à l'exception d'un groupe de bouchers aux États-Unis qui réussirent à se syndiquer, mais leur département a alors été remplacé par la viande préemballée.
Le 1er mai 2007, Human Rights Watch a publié un rapport sur la répression des droits des salariés et du syndicalisme dans l'entreprise. Les directeurs sont formés pour et tenus de combattre toute implantation syndicale ou toute action revendicative y compris légale, ce qui, du fait des lois américaines offrant de très faibles protections aux salariés, conduit à ce que les salariés ont été incapables de mener des actions collectives pour faire valoir leurs droits en matière de salaires, d'heures de travail ou de lutte contre la discrimination sexuelle.

#### Allemagne
La politique anti-syndicale de la firme a, selon plusieurs analystes, causé sa perte en Allemagne, où les consommateurs ont boudé les allées de Walmart.
Un film, Walmart: The High Cost of Low Price, produit aux États-Unis, dénonce les pratiques commerciales et sociales de cette société.

#### Chine
En 2006, à la suite d'un bras de fer avec le gouvernement de la Chine lors de l'ouverture d'un magasin, Walmart a pour la première fois été obligé d'accepter une représentation syndicale d'État au sein de ses soixante magasins.

#### Chicago
Quand Walmart se préparait à ouvrir son premier entrepôt à Chicago, la ville décidait de mettre en place un règlement visant à assurer le traitement humain des employés de grands entrepôts, y compris l'octroi d'une assurance maladie et une paie raisonnable pour habiter dans la ville. Le règlement, étant basé sur la politique de Costco qui venait d'ouvrir son premier entrepôt dans la ville, a provoqué des protestations non seulement de Walmart, mais aussi de Sears, Target, Bloomingdale's et Home Depot. Quand les autres grands magasins menacèrent de quitter la ville de Chicago pour s'installer dans les banlieues, la ville dut abandonner ses projets d'amélioration des conditions de vie des travailleurs en faveur du commerce.

### Gestion de l'image
Le 28 avril 2006, Richard Demsyn, un étudiant de 18 ans de London (Ontario), publie un article sur le site web WhiteDust.net accusant des lobbyistes de Wal-Mart de modifier l'article consacré à l'entreprise par la version en anglais de l'encyclopédie Wikipédia pour lui donner un ton volontairement positif. Ne bénéficiant d'aucune preuve formelle au départ, le développement et l'utilisation du WikiScanner permit de confirmer plus tard que plusieurs modifications litigieuses faites à l'article anglophone Wal-Mart proviennent d'adresses IP associées à l'entreprise.

## Fiction
Dans la version longue du film Alien, la Résurrection de Jean-Pierre Jeunet, sorti en 1997, Walmart est l’entreprise qui a racheté Weyland-Yutani.